# 帕特格罗姆乌帕齐拉
帕特格罗姆乌帕齐拉是孟加拉国的一个乌帕齐拉，位于朗布尔专区的拉尔莫尼哈德县。

## 地理
帕特格罗姆乌帕齐拉的坐标为26°21′N 89°01′E / 26.350°N 89.017°E，总面积约为261.51平方公里。

## 人口
据1991年孟加拉国人口普查，帕特格罗姆乌帕齐拉共有30271户人家，总计155913人口，其中51.52%为男性，48.48%为女性，成年人口为75134。该地7岁以上人口之平均识字率为25.2%，低于全国平均水平（32.4%）